# Circolo Pattinatori Grosseto 1977
Questa voce raccoglie le informazioni riguardanti il Circolo Pattinatori Grosseto nelle competizioni ufficiali della stagione 1977.

## Maglie e sponsor
Lo sponsor ufficiale per la stagione 1977 fu la Sanson Gelati.
| 1ª divisa |